# Escrennes
Escrennes är en kommun i departementet Loiret i regionen Centre-Val de Loire strax norr Frankrikes mitt. Kommunen ligger i kantonen Pithiviers som tillhör arrondissementet Pithiviers. År 2022 hade Escrennes 711 invånare.

## Befolkningsutveckling
Antalet invånare i kommunen Escrennes
| Referens: INSEE |